# Замок Эннискорти
Замок Эннискорти (англ. Enniscorthy Castle) — один из замков Ирландии, расположенный в графстве Уэксфорд.

## История
На месте нынешнего замка Эннискорти в XII веке англо-норманнские завоеватели Ирландии построили мощный замок. Этим замком владели феодалы Де Прендергаст. Строительство замка было завершено в 1190 году и этим замком владела эта аристократическая семья в течение 300 лет. Но ирландские кланы постоянно пытались выбить англо-норманнских феодалов со своих земель. Так вождь клана Мак Мурроу — Арт Мак Мурроу Каван напал на замок в XV веке во главе людей своего клана. Замок был взят и земли вокруг замка перешли под контроль клана Мак Мурроу. В 1536 году лорд Леонард Грей получил замок и захватил прилегающие земли. Затем замок был сожжен и разрушен до основания графом Килдэр в 1569 году. Эти земли и руины замка были подарены Балтеру Килкенскому, что отличился при штурме замка. В 1589 году королева Англии Елизавета I подарила эти земли и отстроенный замок Эдмунду Спенсеру. Но Эдмунд Спенсер никогда не жил в замке Эннискорти. Позже, когда королева Англии Елизавета I начала проводить политику английской колонизации Ирландии замок был подарен сэру Генри Валлопу, расширивший и перестроил замок Эннискорти в 1590 году. Во время восстания за независимость Ирландии и гражданской войны на Британских островах замок захватил штурмом Оливер Кромвель в 1649 году. Затем замок использовали как тюрьму. Как тюрьма замок использовался и во время подавления восстания за независимость Ирландии в 1798 году. Затем замок стал частной резиденцией семьи Роуч. Родимна жила в этом замке до 1951 года. В этом году замок был передан народу Ирландии в замке был устроен музей графства Уэксфорд. Сейчас замок находится под опекой Управления общественных работ республики Ирландия.